# 太田敏子
太田 敏子（おおた としこ、1943年 - 2025年）は日本の生物学者、生化学者、理学博士。筑波大学名誉教授。専門は生化学、微生物学、分子生物学。

## 略歴
1943年に上海で出生する。1967年に東京都立大学理学部生物学科を卒業、後に自治医科大学医学部研究生を修了した。1967年から1973年まで国立予防衛生研究所抗生物質部へ厚生技官として勤務する。1977年から自治医科大学で膜タンパク質の研究に従事、1980年より同大学の研究技官を務める。1991年から筑波大学の講師に就任し、人間総合科学研究科に所属した。基礎医学系助教授、筑波大学医療技術短期大学部教授を経て、基礎医学系教授となる。筑波大学では基礎医学系長を務めたほか、学内の基礎医学系の研究会であるつくば医科学研究会で代表として活動した。（同研究会では太田敏子賞が設けられた。）2008年より宇宙航空研究開発機構の嘱託として、宇宙医学生物研究室で宇宙医学プロジェクトアドバイザーとなる。また女子栄養大学栄養科学研究所の客員教授を務めた。
細菌学（感染生物学）を中心として、黄色ブドウ球菌の研究などに努めた。林英生筑波大学教授を代表とする文部科学省の未来開拓学術研究推進事業のプロジェクトで、当時、筑波大学医療技術短期大学部教授であった太田博士の研究グループは、強力な抗生物質であるバンコマイシンにも耐性を示す院内感染菌VRSAの全ゲノム解析に世界で初めて成功した。主な業績は微生物学のほか、生化学での構造解析とされる。
この間に、日本生化学会、日本ブドウ球菌研究会、日本分子生物学会、日本細菌学会、アメリカ微生物学会、日本宇宙航空環境医学会、筑波サイエンスアカデミー協会などで役員や会員として活動する。他に理化学研究所客員研究員、1975年から1976年に栃木県立今市高等学校で講師を務め、千葉科学大学および茨城県立看護専門学校などで非常勤講師を務めた。

## 著書
- 『原子間力顕微鏡を用いた病原細菌のストレス応答制御因子とDNA相互作用の解析』（文部省科学研究費補助金研究成果報告書、筑波大学、1997年）
- 『黄色ブドウ球菌における環境シグナル応答の分子機構』（文部省科学研究費補助金研究成果報告書、筑波大学医療技術短期大学部、1998-1999年）
- 『生化学』（共著、香川靖雄編、東京化学同人、2000年）
- 『医療をゲノムする』（共著、山本研一ほか編、南山堂、2004年）
- 『分子細胞生物学基礎実験法 改訂第2版』（執筆、堀尾武一監修、南江堂、2004年）
- 『メディカルサイエンス 遺伝子検査学』（編集、近代出版、2012年）
- 『環境と微生物の事典』（執筆、日本微生物生態学会編、朝倉書店、2014年）
- 『メディカルサイエンス 臨床化学検査学』（編集、近代出版、2014年）
- 『いのちの科学を紡いで』（ドメス出版、2015年）
- 『メディカルサイエンス 微生物検査学 第二版』（編集、近代出版、2016年）